# Mkonona
Mkonona ist ein Verwaltungsbezirk (englisch Ward) des Distrikts Nanyumbu in der tansanischen Region Mtwara.

## Geografie
Mkonona liegt im Südosten von Tansania etwa 30 Kilometer Luftlinie südöstlich der Distrikthauptstadt Mangaka. Der größte Fluss ist der Rovuma, der die Grenze im Süden bildet. Der Bezirk grenzt im Norden an Maratani und Nandete, im Osten an Lipumburu und Lupaso, im Süden an Mosambik und im Westen und im Nordwesten an Nanyumbu. Bei der Volkszählung 2022 lebten 9577 Menschen in 2805 Haushalten auf einer Fläche von 669 Quadratkilometern.

## Gliederung
Der Bezirk besteht aus sechs Gemeinden (Mtaa) mit 32 Orten (Kitongoji):
| Mitumbati - Elimu - Siasa - Kilimahewa - Mkongo - Makasichi - Mnazimoja - Milepa | Njisa - Elimu - Mbuyuni - Kiwanjani - Msengenya - Mkwajuni - Jiungeni | Marumba - Lilungu - Mtwara - Nambunda - Namaromba | Chilunda - Misufini - Kisarawe - Kilimahewa - Mnazimoja - Majengo - Magomeni | Namijati - Dukani - Misufini - Zahanati - Mbuyuni - Madina | Mbangala Mbuyuni - Mbagala Mbuyuni - Wanika - Kilimahewa - Livambangoma |

## Gesundheit
In der Gemeinde Marumba gibt es eine staatliche Apotheke.